# Перес Педро
Педро Бас Перес (ісп. Pedro Bas Pérez; 1926, Картагена — 1990, Сан-Бой-да-Любрагат) — іспанський художник.

## Біографія
З раннього віку виявляв цікавість до живопису. Отримавши грант «Освіта і дозвілля» разом з батьками переїхав у Барселону. Маючи постійне бажання відкривати нове об'їздив половину Європи, поки нарешті не оселився в Брюсселі. Після катастрофи на шахті Шарльруа (Бельгія), що забрала життя 250 робітників, він спонтанно вирішив спуститися під землю, щоб реалістично зобразити важкість роботи у шахтах. Саме з цього моменту його твори набули міжнародної значимості та популярності.

## Нагороди
Серед нагород, які отримав Перес:
- Золота медаль мистецтв в Європі, 1964
- Почесна медаль Міжнародної преси, Бельгія, 1965
- Срібна медаль Мистецтв, Науки і Літератури, Париж, 1966
- Золота медаль міст Бельгії, 1967
- Лицарський Хрест за заслуги перед Бельгією, 1967
- Почесна медаль за професійні заслуги, 1976
- Срібна медаль імені Еміля фон Берінга, лауреата Нобелівської премії з медицини, 1976
- Спеціальна нагорода міста Мурсії, 1980